# サムナー郡区 (アイオワ州ブキャナン郡)
サムナー郡区は、アメリカ合衆国、アイオワ州、ブキャナン郡にある16の郡区の一つである。2000年の国勢調査で、人口は3148人だった。

## 地理
サムナー郡区は、88.9平方キロメートル（34.31平方マイル)で、Independence(郡庁所在地)の南半分が含まれる。アメリカ地質調査所によると、この郡区はMount HopeとOakwoodとState HospitalとWilsonの4つの霊園が含まれる。